# Гемерт
Гемерт (нід. Gemert) — місто в нідерландській провінції Північний Брабант. Входить до муніципалітету Гемерт-Бакел.
Його площа становить 19,92 км², а населення станом на 2021 рік складало 16 820 осіб.
До 1997 року мало статус окремого муніципалітету.

## Галерея

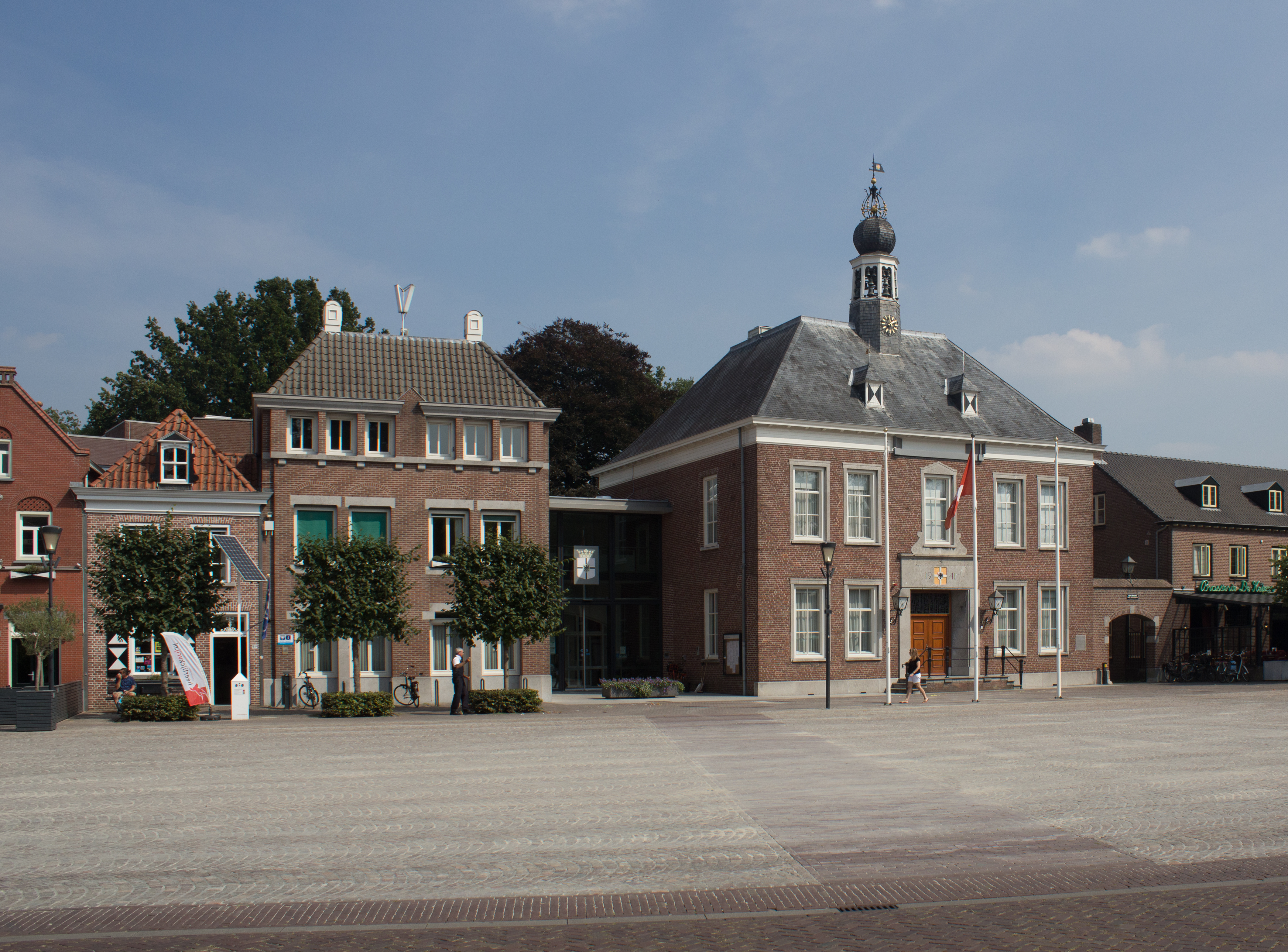
Будівля мерії
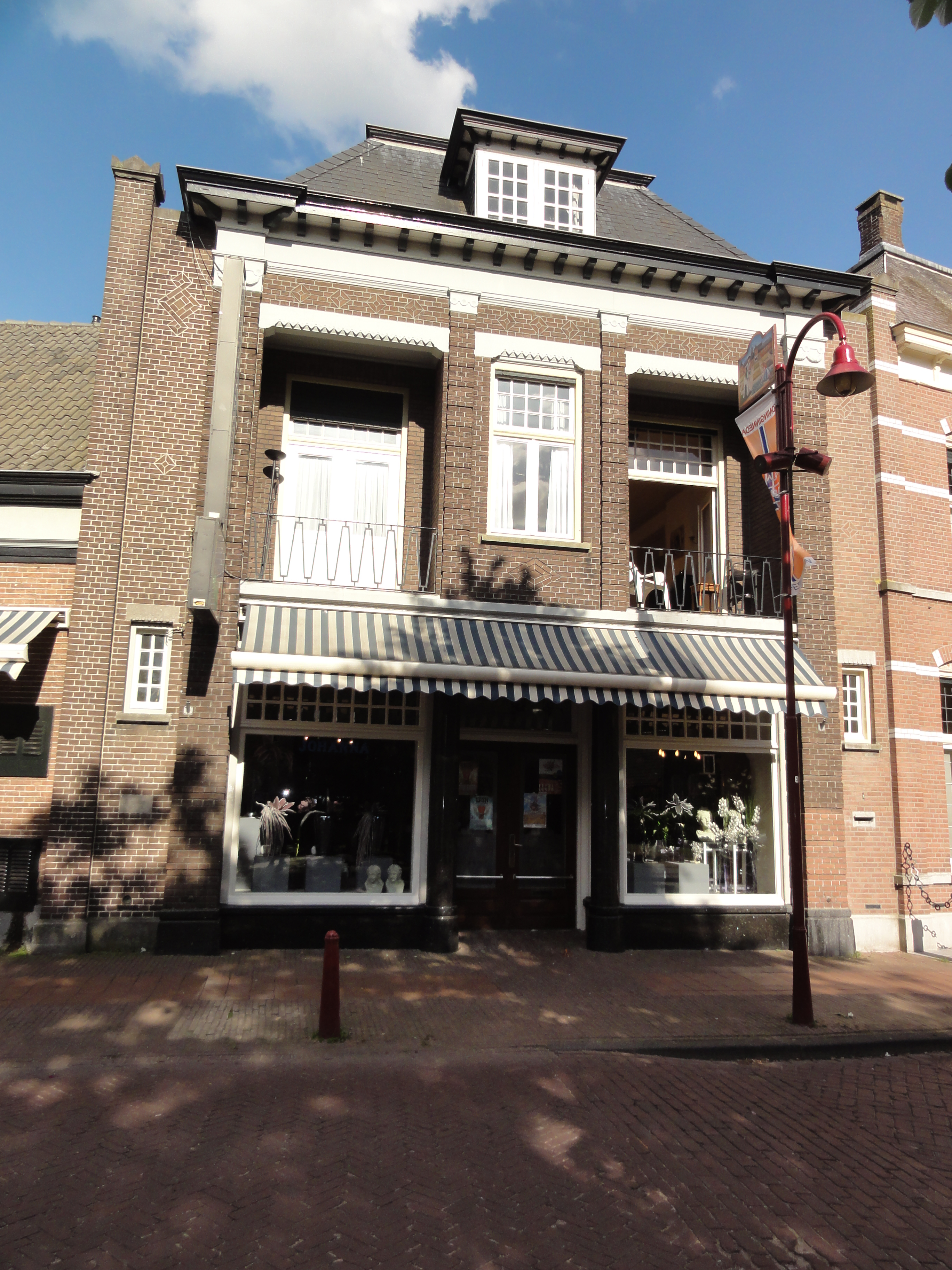
Будівля в Гемерті
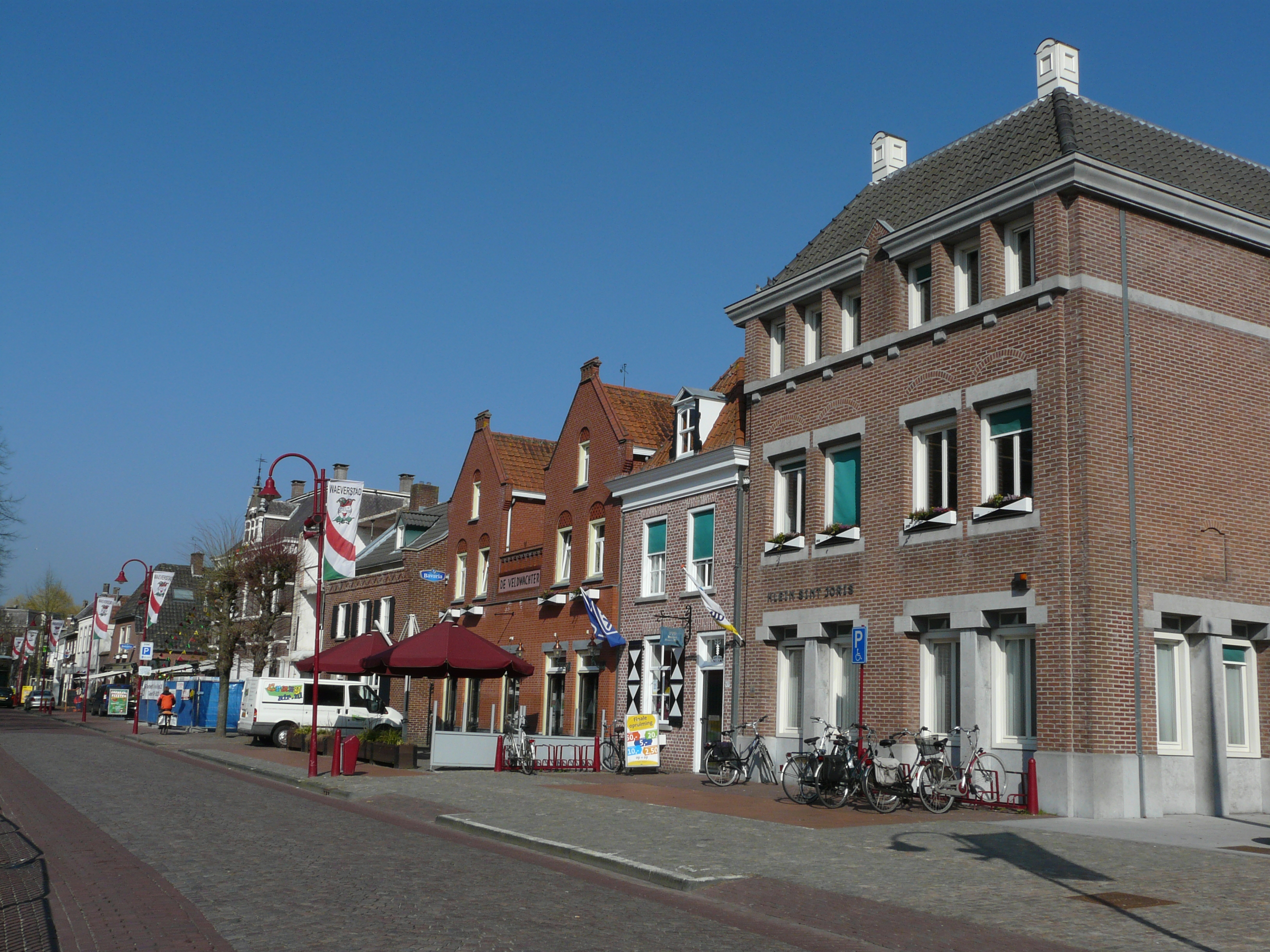
Вулична панорама
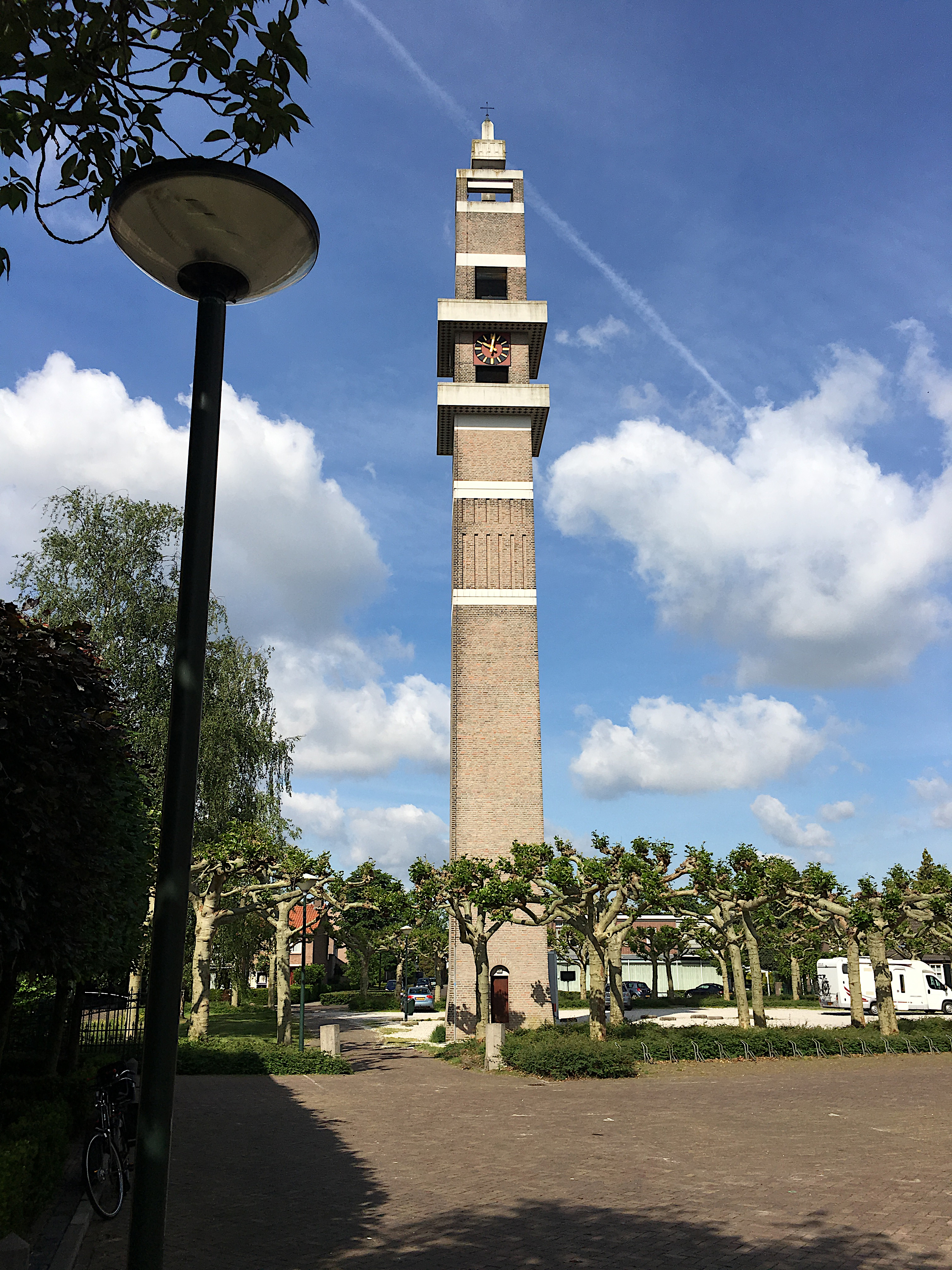
Церковна вежа